# Terremoto de Caracas de 1641
El Terremoto de Caracas de 1641 tuvo lugar en Venezuela el 11 de junio de 1641. Es conocido como el Terremoto de San Bernabé, ya que ocurrió el día en que se conmemora al apóstol, según la tradición católica. El terremoto causó un daño extenso en Caracas, y la destrucción de la costera ciudad de La Guaira.